# Коблер
Коблер е освежаваща напитка с високо съдържание на лед и плодове.
За добрия външен вид на коблерите особено подходящи са плодове като банани, киви, портокали, мандарини, кайсии, праскови, ягоди и др., както и консервирани плодове.
Подходящите алкохолни напитки са ром, ром, уиски, джин, водка, ликьори, вермути и др.
Приготвя се директно в чаша за консумация. За тази цел ситно натрошеният лед се поставя в 1/3 от обема на чаша типа „балон“ заедно с другите съставки и се разбърква. След това се прибавят плодовете, които се разпределят хармонично и декоративно. Поднася се с къса сламка и лъжичка за консумация. Сервира се след ядене в силно изстудена балонна или коктейлна чаша с венец от захар.